# West Lulworth
West Lulworth är en ort och civil parish i Storbritannien.   Den ligger i kommunen Dorset och riksdelen England, i den södra delen av landet, 180 km sydväst om huvudstaden London. West Lulworth ligger 48 meter över havet och antalet invånare är 714.
Terrängen runt West Lulworth är platt. Havet är nära West Lulworth söderut.  Närmaste större samhälle är Weymouth, 15,1 km väster om West Lulworth. 